# Arturo Maira
Arturo Maira (Canicattì, 1899 – Gruda, 18 settembre 1943) è stato un dirigente d'azienda e militare italiano,  di grado capitano e medaglia d'oro al valor militare alla memoria.

## Biografia
Nacque a Canicattì (AG) nel 1899. Dopo aver svolto gli studi liceali, fu chiamato alle armi per l'imminente Prima guerra mondiale ed entrò a far parte del 52º Reggimento fanteria "Alpi". Dopo la guerra ebbe modo di proseguire gli studi e frequentò l'Università di Palermo, dove si laureò in Ingegneria.

### Dirigente industriale
Dopo aver lavorato alcuni anni come operaio, divenne vicedirettore e poi direttore degli stabilimenti industriali Piedigrotta di Napoli ed in seguito dei Mulini e Pastifici di Caltanissetta.

### Seconda guerra mondiale
Durante la seconda guerra mondiale, al momento dell'armistizio di Cassibile si trovava alle Bocche di Cattaro a capo di una Compagnia del 120º Reggimento fanteria "Emilia". Si oppose alla volontà dei tedeschi e con il suo reparto attaccò l'imponente contingente della zona. Pur consapevole della superiorità nemica, decise comunque di affrontare gli ex alleati. Arrivò una sconfitta inevitabile ed egli fu catturato ed ucciso nei pressi della cittadina-frazione di Gruda, al confine con la Dalmazia.
Alla sua memoria sono dedicate strade a Palermo e Canicattì.